# 中山漁港

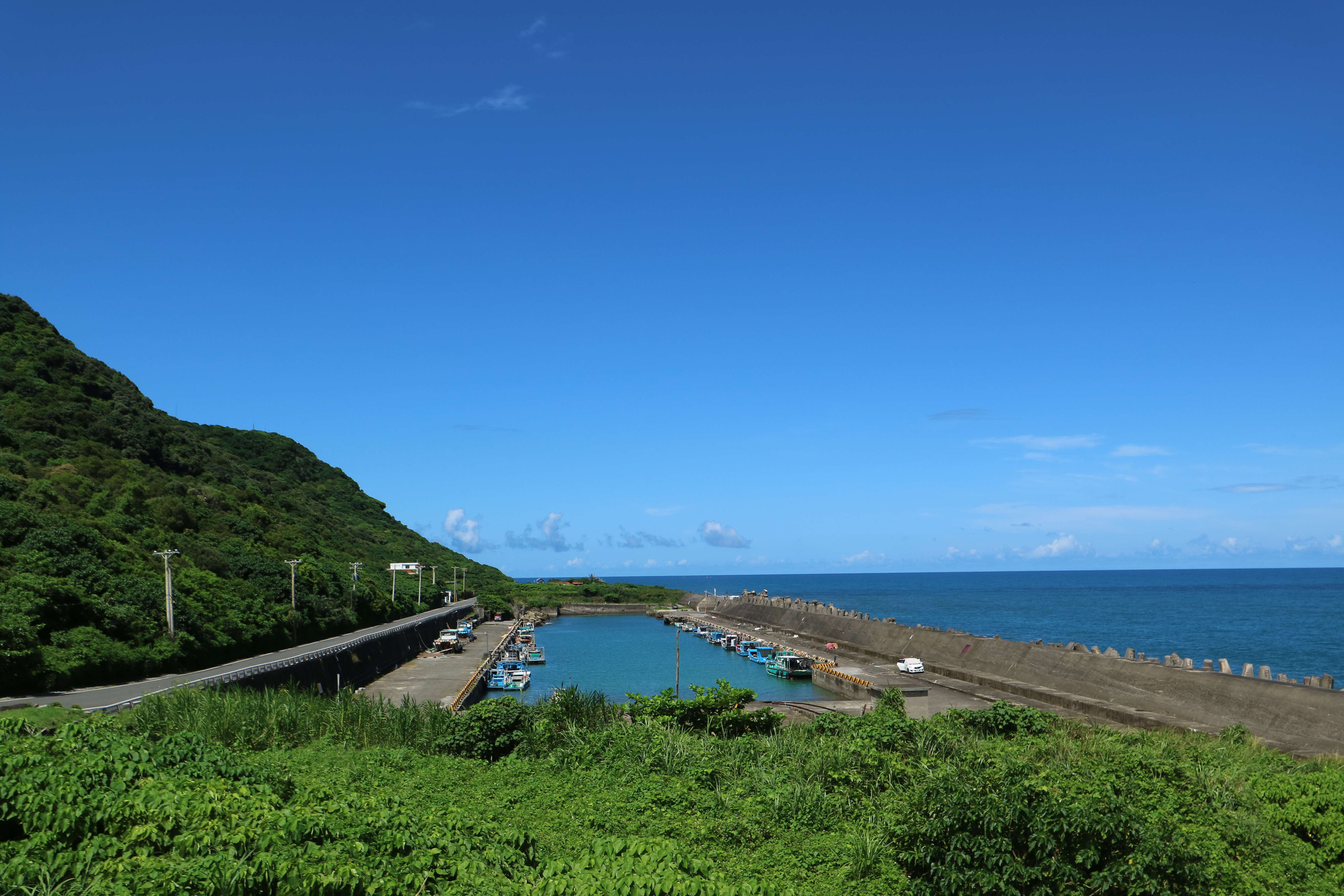
中山漁港泊地

中山漁港位於臺灣屏東縣滿州鄉港仔村，為農業部漁業署所公布之臺灣第二類漁港之一，目前由恆春區漁會代為管轄及營運港埠設施，設籍船隻有39艘。

## 沿革
中山漁港最初為滿州鄉港仔村居民利用珊瑚礁岩所形成之天然避風港灣作為出海作業之窗口，當時稱為中山船澳。爾後於1978年屏東縣政府撥款將中山漁港之泊地開鑿拓寬至1,800平方公尺，以解決船筏停泊的問題，但當時僅進行泊地擴建，未增設任何港埠設施，因此每當颱風侵襲時，毫無庇護設施中山漁港泊地常遭海浪侵襲沖入港中。
臺灣省政府漁業局在1988年開經行政院核定開始執行「臺灣省漁港建設第二期方案」，針對臺灣各地漁業用港澳設施修繕與改建。中山漁港獲得新臺幣5,000萬元經費於1996年止，共計完成南北海堤全長380公尺、碼頭180公尺、駁坎214公尺，以及附屬排水溝、卸船道等工程，並浚挖漁港泊地。
2009年8月中山漁港曾受中度颱風莫拉克侵襲影響而有港埠設施受損，經屏東縣政府向漁業署爭取災害復建工程補助，獲得新臺幣83萬元修復輕微受損的設施。

## 設施
中山漁港目前泊地面積為0.8公頃，設有南北海堤，其中北海堤長100公尺，南海堤長180公尺，碼頭長180公尺，卸船道寬45公尺。海洋委員會海巡署南部分署在此設有中山安檢所。